# Megasoma anubis
Megasoma anubis — вид жесткокрылых из подсемейства дупляков семейства пластинчатоусых. Видовое название дано в честь Анубиса — божества Древнего Египта с головой шакала и телом человека, проводника умерших в загробный мир. В Старом царстве он являлся покровителем некрополей и кладбищ, один из судей царства мёртвых, хранителем ядов и лекарств.

## Описание
Длина тела до 90 мм. Надкрылья и переднеспинка самцов покрыты короткими густыми волосками. Выражен половой диморфизм: самцы имеют выросты «рога» на голове и переднеспинке. Самка без «рогов». Переднеспинка самцов со срединным рогом, который широко раздвоенный на конце. Щиток у основания мелко точечный.
Обитает на юге Бразилии в районе Санта-Катарина и прилегающих районах. Жуки встречаются с января по апрель. Взрослые жуки могут вредить на плантациях, питаясь соцветиями Livistona chinensis (Arecaceae). Генерация 1—2 годичная.